# Niphargus trullipes
Niphargus trullipes is een vlokreeftensoort uit de familie van de Niphargidae. De wetenschappelijke naam van de soort is voor het eerst geldig gepubliceerd in 1958 door Sket.